# アーチャー (護衛空母)
|          |                                                              |
| 艦歴     |                                                              |
| 発注:    |                                                              |
| 起工:    | 1939年6月7日                                                 |
| 進水:    | 1939年12月14日                                               |
| 就役:    | 1941年11月17日                                               |
| 退役:    |                                                              |
| その後:  | 1962年にニューオーリンズで廃棄                               |
| 除籍:    | 1946年2月26日                                                |
| 性能諸元 |                                                              |
| 排水量:  | 15,700 トン                                                  |
| 全長:    | 465 ft (141.7 m)                                             |
| 全幅:    | 69.5 ft (21.2 m)                                             |
| 吃水:    | 26.3 ft (8 m)                                                |
| 機関:    | サン・ドックスフォード ディーゼルエンジン 1軸推進、8,500馬力 |
| 最大速:  | 16.5 ノット (30.6 km/h)                                      |
| 乗員:    | 士官、兵員555名                                              |
| 兵装:    | 4インチ砲3門、20mm機銃7基 連装20mm機銃4基                    |
| 搭載機:  | 15機                                                         |

アーチャー(HMS Archer, D78)はイギリス海軍の護衛空母。当初の艦種番号は BAVG-1 であった。アメリカで建造されレンドリース法に従いイギリスに貸与された。
Uボートを3隻以上撃沈し、護衛していた船団にはかすり傷１つ負わせないなど、船団護衛において活躍した。

## 艦歴

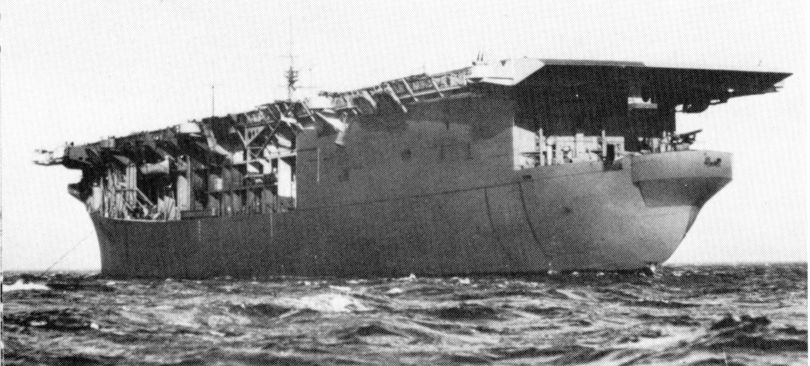
艦尾から撮影された本艦

艦はペンシルベニア州チェスターのサン造船ドライドック社で海事委任契約の下、モーマックランド(Mormacland)の艦名で1939年6月7日起工し、1939年12月14日に進水、1941年11月17日に就役した。
アーチャーは就役直後から多くの問題を抱え、公試は非常に長期間行われた。その主機は多くのトラブルの原因で、1943年には大規模な改修が行われた。アーチャーは1943年5月に就役したが、二つの任務を終えた後に新たな欠陥が生じ、その欠陥は重大で修理する価値が見いだせないと言うことで保管船とされた。1943年にはスコットランドのゲアーロックで物資貯蔵艦(Combat stores ship(英語版)として使用され、1944年3月16日以降は宿泊艦として使用された。その後修理され、1944年8月3日に戦時運輸局に転籍、航空機運搬艦エンパイア・ラガン(Empire Lagan)として使用される。
艦は最終的に1946年1月8日にバージニア州ノーフォークでアメリカ海軍に返却された。同年の後半にスウェーデンの商船会社に売却され、アンナ・ゼーレン(Anna Saelen)の艦名で使用される。1955年にはギリシアに売却されタスマニア(Tasmania)と改名される。1961年には台湾に売却されユニオン・レライアンス(Union Reliance)と改名される。その後1962年3月にニューオーリンズでスクラップとして廃棄された。
アーチャーはアメリカが建造した最初の C3 護衛空母38隻の内の一つであった。また、4隻の電動推進艦の内の一隻であり、残りの艦は蒸気ギアードタービン方式であった。アーチャーはロング・アイランド(USS Long Island, CVE-1)の姉妹艦であり、ロング・アイランドのように艦橋を持たず、エレベーターを後部に一基装備し、ディーゼルエンジンの排気管は飛行甲板の両脇に設置されていた。